# Club Deportivo Defensor Villa del Mar
El Club Deportivo Defensor Villa del Mar fue un club de fútbol de Perú, de la ciudad de Lima en el Departamento de Lima. Fue fundado el 2 de junio de 1972.

## Historia
Defensor Villa del Mar o Villa del Mar inició su participación activa en los festivales deportivos que se realizaban en los grupos residenciales del sector 2 del Distrito de Villa El Salvador, a través de los cuales se recaudaban fondos para la ejecución de obras comunales como veredas, pistas, locales comunales y centros educativos.
Posteriormente se inscribe en la liga interna del Pueblo Joven Mariano Melgar de Villa María del Triunfo donde se hizo conocido como un club deportivo de garra y espíritu deportivo.
En el año 1978, cuando es reconocida la Liga interna de Fútbol de Villa El Salvador como Liga Experimental por la Federación Peruana de Fútbol, se afilia como participante en el Campeonato de Competencia Eliminatoria, ubicándose en la Primera División.
El 1 de junio de 1983 mediante decreto n.° 23605 se crea el distrito de Villa El Salvador. Por ello la Liga Experimental de Fútbol de Villa El Salvador es reconocida como Liga Distrital por la Federación Peruana de Fútbol.
A partir de 1984 participa en los torneos oficiales de Primera División de Villa El Salvador bajo el nombre de Juventud Villa del Mar, realizando muy buenas campañas en la Copa Perú de los años 1986, 1989, 1997 y 1999.
En el año 2001 hizo una brillante campaña en la etapa provincial de la Copa Perú, jugó diez encuentros, de los cuales ganó 7 y empató 3, con 17 goles a favor y 7 en contra, logrando obtener el título de Campeón Provincial de la Copa Perú 2001 Lima Metropolitana y su derecho a militar en la Segunda Profesional en el año 2002.
El equipo participó en el torneo de Segunda División de manera exitosa; en el año 2002 luego de una brillante campaña logró obtener un meritorio segundo lugar estando a un paso de ascender a la primera división profesional. En el año 2003 logró ubicarse en el 5.º lugar luego de una campaña buena. El año 2004 el club cambió de nombre a Deportivo Defensor Villa del Mar, logró el 7º lugar, logrando mantenerse en la segunda división profesional. Tras una desastrosa campaña en el año 2006 perdió la categoría participando en la Copa Perú 2007 donde fue eliminado en la etapa regional.

## Uniforme
- Uniforme titular: Camiseta blanca con rayas celestes, pantalón negro, medias blancas
- Uniforme alternativo: Camiseta celeste, pantalón negro, medias blancas.

## Entrenadores
- Samuel Córdova (2001) Campeón Interligas de Lima 2001
- Roberto Martínez (2002)
- Roberto Barquero (2002)
- Fernando Cuéllar (2002)
- Roberto Arrelucea (2002)
- Roberto Martínez (2003)
- Luis Reyna (2003)
- Juan Carlos Cornejo (2003)
- Ramón Quiroga (2004)
- Pedro Alemao Gálvez (2005)
- Luis La Fuente (2005)
- Miguel Ángel Guzmán (2005)
- Manuel Piña (2006)
- Miguel Ángel Guzmán (2006-2007)

## Datos del club
- Temporadas en Segunda División: 5 (2002 - 2006).
- Mayor goleada conseguida:
  - En campeonatos nacionales de local: Villa del Mar 8:0 Bella Esperanza (18 de mayo de 2002).
  - En campeonatos nacionales de visita: Sport Coopsol 0:5 Villa del Mar (29 de junio de 2002).
- Mayor goleada recibida:
  - En campeonatos nacionales de local: Villa del Mar 1:5 Deportivo Municipal (30 de julio de 2005).
  - En campeonatos nacionales de visita: Unión de Campeones 6:0 Villa del Mar (6 de octubre de 2004)

## Palmarés

### Torneos nacionales
- Subcampeón de la Segunda División del Perú (1): 2002.

### Torneos regionales
- Interligas de Lima: 2001.
- Liga Distrital de Villa el Salvador: 1986, 1989, 1997, 1999, 2001.

## Filiales
- El Club Kempes Junior (o Kempes Junior Perú) es una escuela de fútbol fundado en el 2004, y filial perteneciente al Defensor Villa del Mar. Se dedica a la formación de jugadores y canteras del primer equipo. En la actualidad viene participando en campeonatos internos de categorías inferiores de Villa El Salvador. Sin embargo, el equipo participó en la liga distirtal años atrás (desde la tercera a la primera división).

- El club Defensor Villa del Mar F.C., es la segunda escuela de fútbol, perteneciente al primer equipo, fundado en el 2014. Su objetivo primordial es en la formación de jugadores profesionales para reflotar al equipo primario. En el presente, el club participa en torneos de categorías inferiores del distrito de Villa El Salvador y de otros distritos de Lima Metropolitana.

### Facebook
- Facebook Oficial.
- Facebook N.º 2.

### Instagram
- Villadelmar1.

- Datos: Q5251494